# Bereźne (gmina)
Bereźne – dawna gmina wiejska istniejąca do 1939 roku w woj. wołyńskim (obecnie na Ukrainie). Siedzibą gminy było Bereźne, które nie wchodziło w jej skład stanowiąc odrębną gminę miejską.
W okresie międzywojennym gmina Bereźne należała początkowo do powiatu rówieńskiego w woj. wołyńskim. 1 stycznia 1925 roku gmina weszła w skład nowo utworzonego powiatu kostopolskiego.
Według stanu z dnia 4 stycznia 1936 roku gmina składała się z 42 gromad. Po wojnie obszar gminy Bereźne wszedł w struktury administracyjne Związku Radzieckiego.
Nie mylić z gminą Bereźce w powiecie lubomelskim i z gminą Bereżce w powiecie krzemienieckim (wszystkie w woj. wołyńskim).